# Llista de topònims d'Espinelves
Llista de topònims (noms propis de lloc) del municipi d'Espinelves, a Osona
Informació actualitzada per un bot. Els canvis manuals es perdran quan s'actualitzi!

## arbre singular
| imatge | Nom                          | Ubicat a   | instància de   | Detalls                                                           | coordenades                                                            | Protecció        | Commons (més fotos)          | Dades a WD                    |
| ------ | ---------------------------- | ---------- | -------------- | ----------------------------------------------------------------- | ---------------------------------------------------------------------- | ---------------- | ---------------------------- | ----------------------------- |
|        | Sequoies Gegants de Masjoan  | Espinelves | arbre singular | Taxon: sequoia gegant Ample: 16.5 Alt: 41 Perímetre: 6.43         | 41° 52′ 14″ N, 2° 24′ 44″ E / 41.87053°N,2.41214°E ca:Masjoan 713 msnm | arbre monumental | Sequoia de Masjoan           | Modifica les dades a Wikidata |
|        | alzina de Masjoan            | Espinelves | arbre singular | Taxon: alzina Ample: 16.3 Alt: 29.5 Perímetre: 3.12               | 41° 51′ 49″ N, 2° 24′ 24″ E / 41.86364°N,2.40654°E ca:Masjoan          | arbre monumental | Alzina de Masjoan            | Modifica les dades a Wikidata |
|        | auró de Masjoan              | Espinelves | arbre singular | Taxon: auró blanc Ample: 14.2 Alt: 18.5 Perímetre: 2.45           | 41° 52′ 12″ N, 2° 24′ 33″ E / 41.86998°N,2.40912°E ca:Masjoan          | arbre monumental | Auró de Masjoan              | Modifica les dades a Wikidata |
|        | avet de Masjoan              | Espinelves | arbre singular | Taxon: avet blanc Ample: 16.3 Alt: 43.5 Perímetre: 3.58           | 41° 52′ 14″ N, 2° 24′ 46″ E / 41.87044°N,2.41279°E ca:Masjoan          | arbre monumental | Avet de Masjoan              | Modifica les dades a Wikidata |
|        | castanyer d'Índia de Masjoan | Espinelves | arbre singular | Taxon: castanyer d'Índia comú Ample: 12.2 Alt: 23 Perímetre: 3.55 | 41° 52′ 12″ N, 2° 24′ 32″ E / 41.87°N,2.40902°E ca:Masjoan             | arbre monumental | Castanyer d'Índia de Masjoan | Modifica les dades a Wikidata |
|        | cedre de Masjoan             | Espinelves | arbre singular | Taxon: cedre de l'Atles Ample: 20 Alt: 36.5 Perímetre: 3.66       | 41° 52′ 11″ N, 2° 24′ 49″ E / 41.86978°N,2.41361°E ca:Masjoan          | arbre monumental | Cedre de Masjoan             | Modifica les dades a Wikidata |
|        | teix de Masjoan              | Espinelves | arbre singular | Taxon: teix Ample: 15.1 Alt: 18.5 Perímetre: 2.08                 | 41° 52′ 10″ N, 2° 24′ 35″ E / 41.86955°N,2.4096°E ca:Masjoan           | arbre monumental | Teix de Masjoan              | Modifica les dades a Wikidata |
|        | til·ler de Masjoan           | Espinelves | arbre singular | Taxon: Tell de fulla grossa Ample: 21.9 Alt: 30.5 Perímetre: 2.95 | 41° 52′ 10″ N, 2° 24′ 33″ E / 41.86951°N,2.40916°E ca:Masjoan          | arbre monumental | Til·ler de Masjoan           | Modifica les dades a Wikidata |

## cabana
| imatge | Nom                 | Ubicat a   | instància de | Detalls                     | coordenades                                                   | Protecció                                  | Commons (més fotos) | Dades a WD                    |
| ------ | ------------------- | ---------- | ------------ | --------------------------- | ------------------------------------------------------------- | ------------------------------------------ | ------------------- | ----------------------------- |
|        | cobert de Solanells | Espinelves | cabana       | Estil: arquitectura popular | 41° 53′ 12″ N, 2° 25′ 22″ E / 41.886639°N,2.42271°E           | bé integrant del patrimoni cultural català |                     | Modifica les dades a Wikidata |
|        | pallissa de Masjoan | Espinelves | cabana       | Estil: arquitectura popular | 41° 52′ 13″ N, 2° 24′ 41″ E / 41.870212°N,2.411311°E 695 msnm | bé integrant del patrimoni cultural català | Pallissa de Masjoan | Modifica les dades a Wikidata |

## casa
| imatge | Nom         | Ubicat a   | instància de | Detalls                                  | coordenades                                                                         | Protecció                                  | Commons (més fotos)      | Dades a WD                    |
| ------ | ----------- | ---------- | ------------ | ---------------------------------------- | ----------------------------------------------------------------------------------- | ------------------------------------------ | ------------------------ | ----------------------------- |
|        | Ca l'Isal   | Espinelves | casa         | Estil: arquitectura popular              | 41° 52′ 09″ N, 2° 25′ 05″ E / 41.869218°N,2.417996°E ca:C. Sant Hilari, 11 750 msnm | bé integrant del patrimoni cultural català | Ca l'Isal                | Modifica les dades a Wikidata |
|        | Can Tordera | Espinelves | casa         | Estil: arquitectura popular              | 41° 52′ 07″ N, 2° 25′ 03″ E / 41.868619°N,2.417544°E ca:Ctra. de Vic 747 msnm       | bé integrant del patrimoni cultural català |                          | Modifica les dades a Wikidata |
|        | Can Torrent | Espinelves | casa         | Estil: arquitectura popular 18th century | 41° 52′ 10″ N, 2° 25′ 06″ E / 41.869428°N,2.418213°E ca:C. Sant Hilari, 21 753 msnm | bé integrant del patrimoni cultural català | Can Torrent (Espinelves) | Modifica les dades a Wikidata |

## església
| imatge | Nom                      | Ubicat a   | instància de | Detalls                                  | coordenades                                                     | Protecció                                  | Commons (més fotos)                  | Dades a WD                    |
| ------ | ------------------------ | ---------- | ------------ | ---------------------------------------- | --------------------------------------------------------------- | ------------------------------------------ | ------------------------------------ | ----------------------------- |
|        | Sant Vicenç d'Espinelves | Espinelves | església     | Estil: arquitectura romànica             | 41° 52′ 08″ N, 2° 25′ 03″ E / 41.8688°N,2.41744°E               | bé integrant del patrimoni cultural català | Església de Sant Vicenç d'Espinelves | Modifica les dades a Wikidata |
|        | capella de Masjoan       | Espinelves | església     | Estil: arquitectura popular 18th century | 41° 52′ 12″ N, 2° 24′ 38″ E / 41.869895°N,2.410685°E ca:Masjoan | bé integrant del patrimoni cultural català | Capella de Masjoan                   | Modifica les dades a Wikidata |

## masia
| imatge | Nom                            | Ubicat a   | instància de | Detalls                                  | coordenades                                                                                       | Protecció                                  | Commons (més fotos)      | Dades a WD                    |
| ------ | ------------------------------ | ---------- | ------------ | ---------------------------------------- | ------------------------------------------------------------------------------------------------- | ------------------------------------------ | ------------------------ | ----------------------------- |
|        | Ca l'Albó                      | Espinelves | masia        |                                          | 41° 52′ 12″ N, 2° 25′ 39″ E / 41.8700717539364°N,2.42755426908244°E                               |                                            |                          | Modifica les dades a Wikidata |
|        | Cal Fadrí                      | Espinelves | masia        | Estil: arquitectura popular              | 41° 52′ 29″ N, 2° 25′ 43″ E / 41.874605°N,2.428535°E 858 msnm                                     |                                            |                          | Modifica les dades a Wikidata |
|        | Cal Fill Únic                  | Espinelves | masia        | Estil: arquitectura popular              | 41° 51′ 20″ N, 2° 25′ 27″ E / 41.85562°N,2.424187°E                                               | bé integrant del patrimoni cultural català |                          | Modifica les dades a Wikidata |
|        | Cal Paraire                    | Espinelves | masia        | Estil: arquitectura popular              | 41° 51′ 57″ N, 2° 25′ 10″ E / 41.865947°N,2.41931°E ca:Ctra. BV-5201 710 msnm                     | bé integrant del patrimoni cultural català | Cal Paraire (Espinelves) | Modifica les dades a Wikidata |
|        | Cal Roder                      | Espinelves | masia        | Estil: arquitectura popular              | 41° 51′ 56″ N, 2° 25′ 12″ E / 41.865672°N,2.419933°E 717 msnm                                     | bé integrant del patrimoni cultural català |                          | Modifica les dades a Wikidata |
|        | Cal Xicot                      | Espinelves | masia        | Estil: arquitectura popular              | 41° 51′ 18″ N, 2° 25′ 32″ E / 41.854908°N,2.42548°E                                               | bé integrant del patrimoni cultural català |                          | Modifica les dades a Wikidata |
|        | Can Bordoi                     | Espinelves | masia        | Estil: arquitectura popular              | 41° 51′ 19″ N, 2° 25′ 30″ E / 41.855219°N,2.424995°E                                              | bé integrant del patrimoni cultural català |                          | Modifica les dades a Wikidata |
|        | Can Botifarra                  | Espinelves | masia        | Estil: arquitectura popular              | 41° 51′ 23″ N, 2° 25′ 28″ E / 41.856252°N,2.424546°E                                              | bé integrant del patrimoni cultural català |                          | Modifica les dades a Wikidata |
|        | Can Dodes                      | Espinelves | masia        | Estat: ruïnós                            | 41° 53′ 16″ N, 2° 24′ 48″ E / 41.8878876062197°N,2.41335289054217°E 795 msnm                      |                                            |                          | Modifica les dades a Wikidata |
|        | Can Filló                      | Espinelves | masia        | Estil: arquitectura popular              | 41° 52′ 35″ N, 2° 26′ 04″ E / 41.876306°N,2.434335°E                                              | bé integrant del patrimoni cultural català |                          | Modifica les dades a Wikidata |
|        | Can Font                       | Espinelves | masia        |                                          | 41° 52′ 02″ N, 2° 25′ 04″ E / 41.8672397705832°N,2.41783137300293°E                               |                                            |                          | Modifica les dades a Wikidata |
|        | Can Formiga                    | Espinelves | masia        | Estil: arquitectura popular              | 41° 52′ 31″ N, 2° 27′ 01″ E / 41.875333°N,2.450342°E                                              | bé integrant del patrimoni cultural català |                          | Modifica les dades a Wikidata |
|        | Can Galzeran                   | Espinelves | masia        | Estil: arquitectura popular              | 41° 52′ 46″ N, 2° 26′ 05″ E / 41.87957°N,2.434849°E 1011.5 msnm                                   | bé integrant del patrimoni cultural català |                          | Modifica les dades a Wikidata |
|        | Can Gleia                      | Espinelves | masia        |                                          | 41° 52′ 28″ N, 2° 25′ 44″ E / 41.874455593183°N,2.42886486404217°E                                |                                            |                          | Modifica les dades a Wikidata |
|        | Can Pau Xic                    | Espinelves | masia        | Estil: arquitectura popular              | 41° 52′ 47″ N, 2° 26′ 04″ E / 41.87964°N,2.434306°E                                               |                                            |                          | Modifica les dades a Wikidata |
|        | Can Pep Jep                    | Espinelves | masia        |                                          | 41° 52′ 03″ N, 2° 25′ 00″ E / 41.8676212992572°N,2.4166952384295°E                                |                                            |                          | Modifica les dades a Wikidata |
|        | Can Ramon                      | Espinelves | masia        | Estil: arquitectura popular              |                                                                                                   | bé integrant del patrimoni cultural català |                          | Modifica les dades a Wikidata |
|        | Can Riber                      | Espinelves | masia        |                                          | 41° 52′ 11″ N, 2° 24′ 13″ E / 41.869856312264°N,2.4036029155697°E                                 |                                            |                          | Modifica les dades a Wikidata |
|        | Can Sagadaner                  | Espinelves | masia        | Estil: arquitectura popular              |                                                                                                   | bé integrant del patrimoni cultural català |                          | Modifica les dades a Wikidata |
|        | Can Savoia                     | Espinelves | masia        | Estil: arquitectura popular              | 41° 52′ 33″ N, 2° 25′ 58″ E / 41.875787°N,2.432736°E                                              | bé integrant del patrimoni cultural català |                          | Modifica les dades a Wikidata |
|        | Can Serrabassa                 | Espinelves | masia        | Estil: arquitectura popular 18th century | 41° 52′ 32″ N, 2° 26′ 03″ E / 41.875534°N,2.43404°E ca:Veïnat de França, 11 936 msnm              | bé integrant del patrimoni cultural català | Can Serrabassa           | Modifica les dades a Wikidata |
|        | Can Tresdéus                   | Espinelves | masia        | Estil: arquitectura popular              | 41° 52′ 33″ N, 2° 26′ 02″ E / 41.875833333333°N,2.4338888888889°E ca:Veïnat de França, Espinelves | bé integrant del patrimoni cultural català |                          | Modifica les dades a Wikidata |
|        | Can Valentí                    | Espinelves | masia        | Estil: arquitectura popular              | 41° 51′ 21″ N, 2° 25′ 30″ E / 41.85583°N,2.42496°E                                                | bé integrant del patrimoni cultural català |                          | Modifica les dades a Wikidata |
|        | Casa Nova de la Balma          | Espinelves | masia        | Estil: arquitectura popular              | 41° 51′ 54″ N, 2° 26′ 44″ E / 41.864988°N,2.445448°E                                              | bé integrant del patrimoni cultural català |                          | Modifica les dades a Wikidata |
|        | Caseta Petita                  | Espinelves | masia        | Estil: arquitectura popular              | 41° 53′ 25″ N, 2° 26′ 01″ E / 41.890215°N,2.433737°E                                              | bé integrant del patrimoni cultural català |                          | Modifica les dades a Wikidata |
|        | Collsesplanes                  | Espinelves | masia        | Estil: arquitectura popular              | 41° 53′ 24″ N, 2° 26′ 02″ E / 41.890133°N,2.433913°E                                              | bé integrant del patrimoni cultural català |                          | Modifica les dades a Wikidata |
|        | Cubells                        | Espinelves | masia        | Estil: arquitectura popular              | 41° 51′ 05″ N, 2° 25′ 07″ E / 41.851367°N,2.418575°E                                              | bé integrant del patrimoni cultural català |                          | Modifica les dades a Wikidata |
|        | Mas Bac                        | Espinelves | masia        |                                          | 41° 52′ 11″ N, 2° 25′ 02″ E / 41.8696680172003°N,2.41712248542587°E                               |                                            |                          | Modifica les dades a Wikidata |
|        | Masjoan                        | Espinelves | masia        | Estil: arquitectura popular 18th century | 41° 52′ 12″ N, 2° 24′ 40″ E / 41.86991°N,2.411038°E ca:A 1 km del nucli 697 msnm                  | bé integrant del patrimoni cultural català | Masjoan (Espinelves)     | Modifica les dades a Wikidata |
|        | Masoveria de la Rovira d'Avall | Espinelves | masia        | Estil: arquitectura popular              | 41° 52′ 36″ N, 2° 24′ 08″ E / 41.876635°N,2.402192°E                                              | bé integrant del patrimoni cultural català |                          | Modifica les dades a Wikidata |
|        | Mesalís                        | Espinelves | masia        |                                          | 41° 52′ 07″ N, 2° 24′ 46″ E / 41.8685474467078°N,2.41285495510956°E                               |                                            |                          | Modifica les dades a Wikidata |
|        | Rovira d'Avall                 | Espinelves | masia        |                                          | 41° 52′ 36″ N, 2° 24′ 09″ E / 41.876745°N,2.402402°E                                              | bé integrant del patrimoni cultural català |                          | Modifica les dades a Wikidata |
|        | Salou                          | Espinelves | masia        | Estil: arquitectura popular              | 41° 51′ 53″ N, 2° 25′ 25″ E / 41.864841°N,2.423652°E ca:La Creu 795 msnm                          | bé integrant del patrimoni cultural català | Salou (Espinelves)       | Modifica les dades a Wikidata |
|        | Serrallonga                    | Espinelves | masia        | Estil: arquitectura popular              | 41° 52′ 20″ N, 2° 25′ 45″ E / 41.872325°N,2.429086°E                                              | bé integrant del patrimoni cultural català |                          | Modifica les dades a Wikidata |
|        | Solanells                      | Espinelves | masia        | Estil: arquitectura popular              | 41° 53′ 12″ N, 2° 25′ 21″ E / 41.886536°N,2.422488°E                                              | bé integrant del patrimoni cultural català |                          | Modifica les dades a Wikidata |
|        | el Grèvol                      | Espinelves | masia        | Estil: arquitectura popular              | 41° 53′ 04″ N, 2° 25′ 54″ E / 41.884487°N,2.43154°E                                               | bé integrant del patrimoni cultural català |                          | Modifica les dades a Wikidata |
|        | l'Espinàs                      | Espinelves | masia        | Estil: arquitectura popular              | 41° 52′ 42″ N, 2° 25′ 33″ E / 41.878381°N,2.425722°E                                              | bé integrant del patrimoni cultural català |                          | Modifica les dades a Wikidata |
|        | la Balma                       | Espinelves | masia        | Estil: arquitectura popular              | 41° 51′ 44″ N, 2° 25′ 33″ E / 41.862126°N,2.425767°E                                              | bé integrant del patrimoni cultural català |                          | Modifica les dades a Wikidata |
|        | la Caseta                      | Espinelves | masia        |                                          | 41° 52′ 15″ N, 2° 24′ 23″ E / 41.8708013088195°N,2.40626691133735°E                               |                                            |                          | Modifica les dades a Wikidata |
|        | la Parcet                      | Espinelves | masia        |                                          | 41° 52′ 35″ N, 2° 25′ 06″ E / 41.8763391694352°N,2.41832726308439°E                               |                                            |                          | Modifica les dades a Wikidata |
|        | la Rovira                      | Espinelves | masia        | Estil: arquitectura popular              | 41° 52′ 46″ N, 2° 25′ 48″ E / 41.879444°N,2.429915°E                                              | bé integrant del patrimoni cultural català |                          | Modifica les dades a Wikidata |
|        | la Serra                       | Espinelves | masia        | Estil: arquitectura popular              | 41° 51′ 39″ N, 2° 25′ 15″ E / 41.860871°N,2.42073°E                                               | bé integrant del patrimoni cultural català |                          | Modifica les dades a Wikidata |
|        | la Talaia                      | Espinelves | masia        | Estil: arquitectura popular              | 41° 52′ 30″ N, 2° 26′ 35″ E / 41.875021°N,2.443048°E                                              | bé integrant del patrimoni cultural català |                          | Modifica les dades a Wikidata |
|        | les Gatalledes                 | Espinelves | masia        | Estil: arquitectura popular              | 41° 52′ 19″ N, 2° 27′ 08″ E / 41.871836°N,2.452243°E 1068 msnm                                    | bé integrant del patrimoni cultural català |                          | Modifica les dades a Wikidata |

## molí d'aigua
| imatge | Nom          | Ubicat a   | instància de | Detalls                     | coordenades                                                         | Protecció                                  | Commons (més fotos) | Dades a WD                    |
| ------ | ------------ | ---------- | ------------ | --------------------------- | ------------------------------------------------------------------- | ------------------------------------------ | ------------------- | ----------------------------- |
|        | Molí de Baix | Espinelves | molí d'aigua |                             | 41° 52′ 02″ N, 2° 25′ 05″ E / 41.8670968893058°N,2.41807366161269°E |                                            |                     | Modifica les dades a Wikidata |
|        | Molí de Dalt | Espinelves | molí d'aigua | Estil: arquitectura popular | 41° 51′ 39″ N, 2° 25′ 20″ E / 41.860747°N,2.422349°E                | bé integrant del patrimoni cultural català |                     | Modifica les dades a Wikidata |

## muntanya
| imatge | Nom                  | Ubicat a            | instància de | Detalls | coordenades                                                          | Protecció | Commons (més fotos) | Dades a WD                    |
| ------ | -------------------- | ------------------- | ------------ | ------- | -------------------------------------------------------------------- | --------- | ------------------- | ----------------------------- |
|        | Puigsapera           | Espinelves          | muntanya     |         | 41° 51′ 38″ N, 2° 26′ 45″ E / 41.86046389°N,2.44593611°E 1061.4 msnm |           |                     | Modifica les dades a Wikidata |
|        | Turó de la Creu      | Espinelves          | muntanya     |         | 41° 51′ 47″ N, 2° 24′ 49″ E / 41.863°N,2.41369°E 867 msnm            |           |                     | Modifica les dades a Wikidata |
|        | Turó de les Lloberes | Espinelves Viladrau | muntanya     |         | 41° 52′ 21″ N, 2° 23′ 41″ E / 41.87252778°N,2.39464167°E 921.1 msnm  |           |                     | Modifica les dades a Wikidata |
|        | turó de la Guàrdia   | Espinelves          | muntanya     |         | 41° 52′ 07″ N, 2° 26′ 57″ E / 41.8686775°N,2.44907222°E 1127.4 msnm  |           |                     | Modifica les dades a Wikidata |
|        | turó del Grèvol      | Espinelves          | muntanya     |         | 41° 53′ 02″ N, 2° 26′ 15″ E / 41.88375306°N,2.43755278°E 1073.5 msnm |           |                     | Modifica les dades a Wikidata |
|        | turó dels Carlins    | Espinelves          | muntanya     |         | 41° 52′ 44″ N, 2° 24′ 43″ E / 41.879°N,2.412°E 987.4 msnm            |           |                     | Modifica les dades a Wikidata |

## pont
| imatge | Nom                               | Ubicat a   | instància de | Detalls                   | coordenades                                                         | Protecció | Commons (més fotos) | Dades a WD                    |
| ------ | --------------------------------- | ---------- | ------------ | ------------------------- | ------------------------------------------------------------------- | --------- | ------------------- | ----------------------------- |
|        | Pont de Masjoan                   | Espinelves | pont         |                           | 41° 52′ 09″ N, 2° 24′ 37″ E / 41.8691285953211°N,2.41025888819457°E |           |                     | Modifica les dades a Wikidata |
|        | Viaducte de la Resclosa           | Espinelves | pont         | Hi passa: Eix Transversal | 41° 52′ 48″ N, 2° 23′ 53″ E / 41.8800351492655°N,2.39797400033823°E |           |                     | Modifica les dades a Wikidata |
|        | Viaducte de la Riera d'Espinelves | Espinelves | pont         | Hi passa: Eix Transversal | 41° 52′ 13″ N, 2° 24′ 30″ E / 41.8703526169398°N,2.40833165181671°E |           |                     | Modifica les dades a Wikidata |

## Misc
| imatge | Nom                            | Ubicat a                           | instància de                                                                   | Detalls                                  | coordenades                                                                                       | Protecció                                  | Commons (més fotos)   | Dades a WD                    |
| ------ | ------------------------------ | ---------------------------------- | ------------------------------------------------------------------------------ | ---------------------------------------- | ------------------------------------------------------------------------------------------------- | ------------------------------------------ | --------------------- | ----------------------------- |
|        | Aqüeducte d'Espinelves         | Espinelves                         | aqüeducte                                                                      | Estil: arquitectura popular              |                                                                                                   | bé integrant del patrimoni cultural català |                       | Modifica les dades a Wikidata |
|        | Cal Cucut                      | Espinelves                         | edifici                                                                        | Estil: arquitectura popular              |                                                                                                   |                                            |                       | Modifica les dades a Wikidata |
|        | Carena de Vernencs             | Espinelves Sant Sadurní d'Osormort | serra                                                                          |                                          | 41° 53′ 38″ N, 2° 24′ 03″ E / 41.8938°N,2.40074°E 805.6 msnm                                      |                                            |                       | Modifica les dades a Wikidata |
|        | Espinelves                     | Espinelves                         | entitat singular de població capital municipal ens local històric de Catalunya | 254 hab                                  | 41° 52′ 08″ N, 2° 25′ 03″ E / 41.86884532°N,2.41749953°E 750 msnm                                 |                                            |                       | Modifica les dades a Wikidata |
|        | Puig Guardia                   | Espinelves                         | vèrtex geodèsic                                                                | Alt: 1.2                                 | 41° 52′ 07″ N, 2° 26′ 57″ E / 41.868683°N,2.449191°E 1128.608 msnm                                |                                            |                       | Modifica les dades a Wikidata |
|        | Rectoria d'Espinelves          | Espinelves                         | rectoria                                                                       | Estil: arquitectura popular 18th century | 41° 52′ 07″ N, 2° 25′ 03″ E / 41.868671°N,2.417527°E ca:Pl. de l'Església - ctra. de Vic 747 msnm | bé integrant del patrimoni cultural català | Rectoria d'Espinelves | Modifica les dades a Wikidata |
|        | Túnel d'Espinelves             | Espinelves                         | túnel                                                                          |                                          | 41° 51′ 59″ N, 2° 24′ 57″ E / 41.866257167271°N,2.41588827553934°E                                |                                            |                       | Modifica les dades a Wikidata |
|        | Veïnat de França               | Espinelves                         | nucli de població                                                              |                                          | 41° 52′ 21″ N, 2° 25′ 09″ E / 41.872638486909°N,2.4192427530791°E                                 |                                            |                       | Modifica les dades a Wikidata |
|        | casa consistorial d'Espinelves | Espinelves                         | casa consistorial                                                              |                                          | 41° 52′ 08″ N, 2° 25′ 04″ E / 41.86877178654459°N,2.4176990996640924°E                            |                                            |                       | Modifica les dades a Wikidata |